# Letiště Heligoland-Düne
Letiště Heligoland-Düne se nachází na německém ostrově Düne v Severním moři. Leží přibližně 1 kilometr od ostrova Heligoland a 44 kilometrů od ostrova Wangerooge. Letiště má tři ranveje (15/33, 03/21, 06/24).

## Historie
Letiště bylo vybudováno za vlády NSDAP mezi lety 1938–1941, během druhé světové války bylo využíváno jako nouzové letiště. V roce 1943 zde sídlila jednotka Jagdstaffel Heligoland. Po obsazení Brity bylo letiště v roce 1962 obnoveno. V roce 2005 byla hlavní dráha prodloužena z 400 metrů na 480 m.

## Provoz
Na letišti mohou přistávat piloti, kteří mají nalétáno min. 100 hodin a praxi na krátkých letištích. Pokud to okolnosti umožňují, nemají piloti letět přes hlavní ostrov Heligoland. V okolí letiště se nachází značky ohledně nízko letících letadel.

## Incidenty
Dne 27. května 1972 se po vzletu zřítilo letadlo General Air; jednalo se o letadlo de Haviland Canada DHC-6, které mělo letět do Brém. Na palubě bylo 13 osob a 8 jich zemřelo.
Dne 24. března 1974 došlo k nepovolené snaze o přistání, nakonec letoun pouze proletěl. Jednalo se o letadlo Beoing 737-200. Pilot letadla na ranvej dosedl jen hlavním podvozkem a poté přidal tah a odletěl. Po incidentu byl pilot degradován, ale nakonec u Lufthansy zůstal a stal se kapitánem letadla.